# Liste der National Historic Landmarks in Hawaii

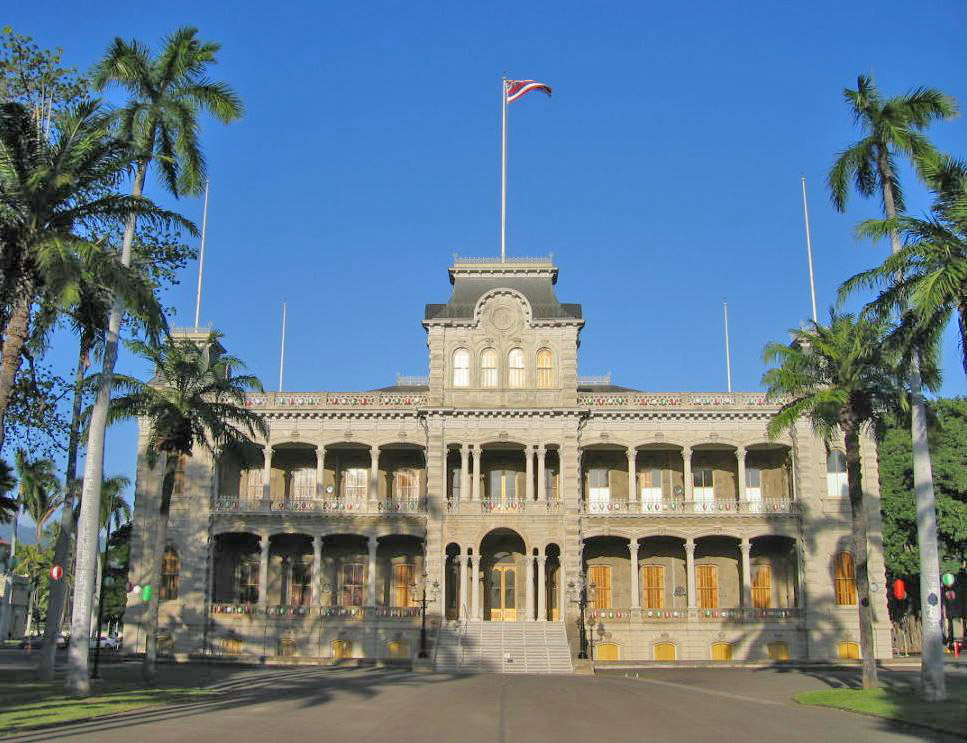
Der ʻIolani-Palast, ehemalige königliche Residenz in Honolulu

Die Liste der National Historic Landmarks in Hawaii verzeichnet die historischen Objekte und Orte, die im amerikanischen Bundesstaat Hawaii als National Historic Landmark (NHL; deutsch: Nationales historisches Wahrzeichen) klassifiziert sind und unter der Aufsicht des National Park Service (NPS) stehen. Ihre besondere nationale Bedeutung hebt sie aus der Menge der anderen Kulturdenkmale im Gesamtregister historischer Stätten (National Register of Historic Places (NRHP)) der USA heraus. Die Auszeichnung wird durch das Innenministerium der Vereinigten Staaten verliehen.
Im zweiten Teil dieser Liste sind außerdem weitere Objekte aufgeführt, die – wie die Landmarks – über Hawaii hinaus für die USA insgesamt historische Bedeutung haben: National Historic Sites, National Historical Parks, National Memorials und einige andere Einrichtungen sind Gebiete, Wahrzeichen oder Mahnmale in den USA, denen die Auszeichnung nicht durch das Innenministerium, sondern direkt durch Gesetze des Kongresses oder Anordnungen des Präsidenten verliehen wurde. Solche historischen Monumente stehen zwar meist ebenfalls unter dem Schutz des National Park Service, sie wurden aber normalerweise nicht zusätzlich noch zum NHL erklärt; oft wurde deren Schutzstatus bereits vor Einführung des Landmarks-Programms 1960 verliehen. Die nationalen Monumente dieser Art nennt der National Park Service im Anhang der NHL-Liste zu Hawaii.

## National Historic Landmarks in Hawaii
In Hawaii gibt es 33 solcher Kulturdenkmale, die in der folgenden Liste vollständig verzeichnet sind (Stand Januar 2017). Die Denkmale sind über alle 5 Countys in Hawaii verteilt.
Um die Konsistenz mit der Liste des National Park Service zu wahren, sind die Einträge in den folgenden Listen in derselben Reihenfolge und unter demselben Namen verzeichnet. Die Tabellenspalte links außen gibt mit einem Farbcode den Hinweis, welche Auszeichnungskategorie des National Park Systems für den jeweiligen Eintrag gilt.
|      | Legende des Farbcodes               |
| ---- | ----------------------------------- |
| NHL  | National Historic Landmark          |
| NHLD | National Historic Landmark District |
| NHS  | National Historic Site              |
| NHP  | National Historical Park            |
| NMON | National Monument                   |

| [ 5 ] | Name                                                  | Bild | Eintragsdatum                          | Lage (Insel, Ort)                                                       | County          | Beschreibung |
| ----- | ----------------------------------------------------- | ---- | -------------------------------------- | ----------------------------------------------------------------------- | --------------- | --- |
| 1     | Arizona (USS)                                         |      | 5. Mai 1989                            | Oʻahu, Pearl Harbor 21° 21′ 53,4″ N, 157° 56′ 59,9″ W                   | Honolulu County | Unter Wasser liegendes Wrack des Schlachtschiffs USS Arizona; zerstört 1941 beim japanischen Angriff auf Pearl Harbor im Zweiten Weltkrieg; Kernstück des Mahnmals USS Arizona Memorial. |
| 2     | Bowfin (USS)                                          |      | 14. Jan. 1986                          | Oʻahu, Pearl Harbor 21° 22′ 7,5″ N, 157° 56′ 23″ W                      | Honolulu County | U-Boot der US Navy; Stapellauf 1942, Ausbildungsschiff seit 1960, ausgemustert 1971, Museumsschiff seit 1979. |
| 3     | CINCPAC Headquarters                                  |      | 28. Mai 1987                           | Oʻahu, Pearl Harbor 21° 21′ 45,5″ N, 157° 56′ 7,5″ W                    | Honolulu County | Im Zweiten Weltkrieg von 1942 bis Anfang 1945 Hauptquartier von Admiral Chester W. Nimitz, Oberbefehlshaber der amerikanischen Pazifikflotte. |
| 4     | Cook Landing Site                                     |      | 29. Dez. 1962                          | Kauaʻi, Waimea 21° 57′ 6,6″ N, 159° 39′ 57″ W                           | Kauai County    | Kapitän James Cook betrat an diesem Ort nahe der Mündung des Waimea River am 20. Januar 1778 als erster Europäer den Boden einer hawaiischen Insel. |
| 5     | Falls of Clyde                                        |      | 11. Apr. 1989                          | Oʻahu, Honolulu 21° 18′ 20,8″ N, 157° 51′ 53,9″ W                       | Honolulu County | Viermastvollschiff, einziger erhaltener Öltanker unter Segeln; Stapellauf 1878, Museumsschiff seit 1968. |
| 6     | Hickam Field                                          |      | 16. Sep. 1985                          | Oʻahu, Pearl Harbor 21° 19′ 57,9″ N, 157° 57′ 22,9″ W                   | Honolulu County | Flughafen der United States Air Force; primäres Ziel beim japanischen Angriff auf Pearl Harbor 1941; wichtiger Stützpunkt im Pazifikkrieg des Zweiten Weltkriegs. |
| 7     | Hōkūkano-ʻUalapuʻe Complex                            |      | 29. Dez. 1962                          | Molokaʻi 21° 3′ 45,1″ N, 156° 49′ 48″ W                                 | Maui County     | Archäologische Stätte; 6 Heiau (religiöse Stätten) und 2 traditionelle Fischteiche. |
| 8     | Kaloko-Honokōhau National Historical Park             |      | 29. Dez. 1962, erweitert 10. Nov. 1978 | Hawaiʻi, Kailua-Kona 19° 40′ 42″ N, 156° 1′ 26″ W                       | Hawaii County   | Heiliger Ort und Stätte einer alten hawaiischen Siedlung; archäologische Überreste der jahrhundertelangen Besiedlung führten zur Auszeichnung als NHL 1962 unter dem Namen Honokōhau Settlement; 1978 Ausdehnung der Auszeichnung zum Kaloko-Honokōhau National Historical Park; Fischteiche, Bodenmauern von Hütten, Petroglyphen (prähistorische Felszeichnungen), und Heiau (religiöse Stätten); biologische Bedeutung aufgrund der Artenvielfalt der Wasservögel. |
| 9     | Huilua Fishpond                                       |      | 29. Dez. 1962                          | Oʻahu, Kāneʻohe 21° 33′ 26,7″ N, 157° 52′ 5,9″ W                        | Honolulu County | Letzter verbliebener Fischteich der alten hawaiischen Fischzuchtkultur von etwa 97 solcher Strukturen, die sich früher an der Küste rund um die Insel Oʻahu fanden; funktionstüchtig bis ins 20. Jahrhundert. |
| 10    | ʻIolani Palace                                        |      | 29. Dez. 1962                          | Oʻahu, Honolulu 21° 18′ 22,7″ N, 157° 51′ 34,9″ W                       | Honolulu County | Erbaut 1879; Residenz der letzten Dynastie des Königreich Hawaiʻi bis zum Sturz der Königin Liliʻuokalani (1893), Sitz der republikanischen Regierung bis zur Annexion Hawaiis durch die USA (1898), anschließend Regierungssitz des Territory of Hawaii (bis 1959), danach State Capitol des neuen amerikanischen Bundesstaates (bis 1969). |
| 11    | Kalaupapa Leprosy Settlement                          |      | 7. Jan. 1976, erweitert 22. Dez. 1980  | Molokaʻi, Kalaupapa 21° 11′ 21″ N, 156° 58′ 59″ W                       | Kalawao County  | Ehemals Siedlung, um an Lepra erkrankte Menschen zu isolieren, als solche 1866 begründet; 1976 als NHL ausgezeichnet unter dem Namen Kalaupapa Leprosy Settlement; berühmt für den Einsatz des katholischen Priesters Damian de Veuster an diesem Ort; seit 1980 zum Kalaupapa National Historical Park erweitert. |
| 12    | Kamakahonu                                            |      | 29. Dez. 1962                          | Hawaiʻi, Kailua-Kona 19° 38′ 20,4″ N, 155° 59′ 51,3″ W                  | Hawaii County   | Letzte Residenz des ersten Königs von Hawaii, Kamehameha I.; erbaut 1812. |
| 13    | Kaneohe Naval Air Station                             |      | 28. Mai 1987                           | Oʻahu, Kailua 21° 26′ 48″ N, 157° 45′ 59″ W                             | Honolulu County | Marine-Flugplatz, von den japanischen Streitkräften wenige Minuten vor dem Angriff auf Pearl Harbor 1941 angegriffen, um die Luftüberlegenheit zu gewährleisten. |
| 14    | Kaunolū Village Site                                  |      | 29. Dez. 1962                          | Lānaʻi, Lānaʻi City 20° 44′ 5″ N, 156° 57′ 52″ W                        | Maui County     | Das ehemalige Fischerdorf, in den 1880er Jahren aufgegeben, ist die größte verbliebene und gut erhaltene archäologische Stätte eines Dorfs des prähistorischen Hawaii. |
| 15    | Kawaiahaʻo Church and Mission Houses                  |      | 29. Dez. 1962                          | Oʻahu, Honolulu, 957 Punchbowl Street 21° 18′ 15,4″ N, 157° 51′ 27,9″ W | Honolulu County | Im 19. Jahrhundert die Nationalkirche des Königreichs Hawaii und Kapelle der königlichen Familie; erbaut 1836–42. |
| 16    | Keauhou Hōlua Slide                                   |      | 29. Dez. 1962                          | Hawaiʻi, Keauhou 19° 33′ 44,4″ N, 155° 57′ 30,5″ W                      | Hawaii County   | Die größte und am besten erhaltene traditionelle Lava-Schlittenbahn (hōlua) Hawaiis, deren Benutzung den Königen und den Häuptlingen der Stämme des alten Hawaii vorbehalten war. Die traditionellen Lavaschlitten werden Papa hōlua genannt. |
| 17    | Lāhainā Historic District                             |      | 29. Dez. 1962                          | Maui, Lāhainā 20° 52′ 41″ N, 156° 40′ 40″ W                             | Maui County     | Im 19. Jahrhundert war die alte Hauptstadt Hawaiis (1820–45) eine der wichtigsten Walfangstationen im Pazifik; der Ortskern bewahrte vor der Zerstörung durch den Brand im Jahre 2023 die ursprüngliche Atmosphäre des Seehafens. |
| 18    | Loʻaloʻa Heiau                                        |      | 29. Dez. 1962                          | Maui, Kaupo 20° 38′ 36,7″ N, 156° 7′ 26,3″ W                            | Maui County     | Beispiel für eine große Tempelanlage für Blutopfer (luakini heiau) der alten hawaiischen Religion; Ruine. |
| 19    | Mauna Kea Adz Quarry                                  |      | 29. Dez. 1962                          | Hawaiʻi, Südhang des Mauna Kea 19° 48′ 1″ N, 155° 28′ 4″ W              | Hawaii County   | Prähistorischer Steinbruch der frühen hawaiischen Kultur, um Basalt für Steinwerkzeug zu gewinnen; zur NHL gehören prähistorische religiöse Stätten, Wege, Hütten und Petroglyphen. |
| 20    | Moʻokini Heiau                                        |      | 29. Dez. 1962                          | Hawaiʻi, Hāwī 20° 15′ 26″ N, 155° 52′ 36″ W                             | Hawaii County   | Tempelruine der alten hawaiischen Kultur für den Kriegsgott Kū, erbaut vermutlich um 500, rekonstruiert um 1370; der in der Nähe gelegene Geburtsort des Königs Kamehameha I. gehört mit zum NHL. |
| 21    | Old Sugar Mill of Kōloa                               |      | 29. Dez. 1962                          | Kauaʻi, Kōloa 21° 54′ 15,9″ N, 159° 27′ 55,4″ W                         | Kauai County    | Überreste einer Zuckermühle der ersten kommerziell erfolgreichen Zuckerrohr-Plantage in Hawaii. |
| 22    | ʻŌpana Radar Site                                     |      | 19. Apr. 1994                          | Oʻahu, Kawela 21° 41′ 22″ N, 158° 0′ 43,1″ W                            | Honolulu County | Erinnert an den ersten Einsatz von Radar-Beobachtungen durch die Vereinigten Staaten im Krieg während des Angriffs auf Pearl Harbor; weil diese Radar-Station eine mobile Einheit war, gibt es keine physischen Überreste ihrer Existenz. |
| 23    | Palm Circle                                           |      | 28. Mai 1987                           | Oʻahu, Honolulu, Palm Circle Drive 21° 20′ 44″ N, 157° 53′ 17″ W        | Honolulu County | Teil des Fort Shafter, wo während des Zweiten Weltkriegs das Hauptquartier der United States Army für den Kommandobereich Pazifik eingerichtet war. |
| 24    | Piʻilanihale Heiau                                    |      | 29. Jan. 1964                          | Maui, Hāna 20° 48′ 12,8″ N, 156° 2′ 21,7″ W                             | Maui County     | Alte polynesische Tempelanlage (heiau); im 16. Jahrhundert erbaut; Ruine. |
| 25    | Puʻu o Mahuka Heiau                                   |      | 29. Dez. 1962                          | Oʻahu, Haleiwa 21° 38′ 30″ N, 158° 3′ 32″ W                             | Honolulu County | Tempelruine, erbaut im 17. Jahrhundert, Bau ergänzt im 18. Jahrhundert. |
| 26    | Puʻukoholā Heiau                                      |      | 29. Dez. 1962, erweitert 17. Aug. 1972 | Hawaiʻi, Kawaihae 20° 1′ 40″ N, 155° 49′ 17″ W                          | Hawaii County   | 1962 wurde die Ruine des Tempels Puʻukoholā Heiau aufgrund ihrer Bedeutung als Wahrzeichen der letzten hawaiischen Königsdynastie als NHL ausgezeichnet; die Anlage wurde unter Kamehameha I. 1790/91 erbaut. 1972 wurde die Auszeichnung zur National Historic Site der Vereinigten Staaten erweitert (Puʻukoholā Heiau National Historic Site), ergänzt um weitere für die hawaiische Geschichte wichtige Bauwerke der Umgebung: Mailekini Heiau, ein Tempel, den Kamehameha zu einer Festungsanlage ausbauen ließ; Hale o Kapuni, ein Tempel der Hai-Götter (heute nicht mehr sichtbar); John Young Homestead, das Wohnhaus eines wichtigen militärischen Beraters des Königs, des Briten John Young; Pelekane, königlicher Gerichtshof, Schauplatz wichtiger Ereignisse der hawaiischen Geschichte. |
| 27    | Russian Fort (Fort Elizabety; Fort Hipo)              |      | 29. Dez. 1962                          | Kauaʻi, Waimea 21° 57′ 6″ N, 159° 39′ 51″ W                             | Kauai County    | Auffälligstes Zeugnis der russischen Versuche im frühen 19. Jahrhundert, in Hawaii politischen und ökonomischen Einfluss zu gewinnen; erbaut 1816 aufgrund eines Vertrags zwischen dem Häuptling Kaumualii, dem letzten regierenden Häuptling der Insel Kauaʻi, und der Handelsgesellschaft Russisch-Amerikanische Kompagnie. |
| 28    | South Point Complex (Ka Lae)                          |      | 29. Dez. 1962                          | Hawaiʻi, Nāʻālehu 18° 54′ 57″ N, 155° 40′ 35″ W                         | Hawaii County   | Stätte einer der frühesten hawaiischen Siedlungen; südlichster Punkt des Gebietes der Vereinigten Staaten. |
| 29    | United States Naval Base, Pearl Harbor (Pearl Harbor) |      | 29. Jan. 1964                          | Oʻahu, Pearl Harbor 21° 21′ 0″ N, 157° 57′ 0″ W                         | Honolulu County | Amerikanischer Marinestützpunkt; Stätte des japanischen Angriffs auf die amerikanische Pazifikflotte am 7. Dezember 1941, der den Eintritt der USA in den Zweiten Weltkrieg auslöste. |
| 30    | Utah (USS)                                            |      | 5. Mai 1989                            | Oʻahu, Pearl Harbor 21° 22′ 13,6″ N, 157° 57′ 55,1″ W                   | Honolulu County | Überreste des Schlachtschiffs USS Utah, versenkt während des japanischen Angriffs auf Pearl Harbor 1941. |
| 31    | Wailuā Complex of Heiaus                              |      | 29. Dez. 1962                          | Kauaʻi, Wailuā 22° 2′ 41″ N, 159° 20′ 14″ W                             | Kauai County    | Komplex verschiedener religiös und kulturell bedeutender archäologischer Stätten an der Mündung des Wailua River. |
| 32    | Washington Place                                      |      | 29. März 2007                          | Oʻahu, Honolulu, 320 Beretania Street 21° 18′ 31,7″ N, 157° 51′ 24,4″ W | Honolulu County | Erbaut 1844–47 im Greek-Revival-Stil; als national bedeutende NHL beschrieben aufgrund der engen Verbindung des Gebäudes mit dem Thema „Rollenwandel der Vereinigten Staaten in der Weltgemeinschaft“ und weil es von 1862 bis 1917 Wohnhaus der letzten hawaiischen Königin Liliʻuokalani war; 1922 bis 2002 Gouverneur-Residenz. |
| 33    | Wheeler Field                                         |      | 28. Mai 1987                           | Oʻahu, Wahiawa 21° 28′ 50,8″ N, 158° 2′ 22,3″ W                         | Honolulu County | Flugplatzgelände, von den japanischen Streitkräften wenige Minuten vor dem Angriff auf Pearl Harbor 1941 angegriffen, um die Luftüberlegenheit zu gewährleisten. |

## Historische Monumente in Hawaii
In Hawaii gibt es sechs solcher Einrichtungen von besonderer nationaler historischer Bedeutung; die Landmark-Liste zu Hawaii verzeichnet dazu im Anhang allerdings erst fünf Einträge (Stand 2017). Drei dieser Objekte sind auch National Historic Landmarks und in der Liste oben bereits verzeichnet: der Kalaupapa National Historical Park (Eintrag: Kalaupapa Leprosy Settlement), der Kaloko-Honokōhau National Historical Park (Eintrag: Honokōhau Settlement) und die Puʻukoholā Heiau National Historic Site (Eintrag: Puʻukoholā Heiau).
Ein Objekt hat keinen Landmark-Status, weil es bereits vor Einführung des Landmark-Systems 1960 als National Historical Park ausgezeichnet wurde; ein Gebiet ist in der Liste des National Park Service zwar noch verzeichnet (als USS Arizona Memorial), hat den eigenständigen Status aber inzwischen zugunsten der bundesstaat-übergreifenden Proklamation eines National Monument verloren; ein Gebiet ist noch nicht in der Liste erfasst, weil es erst 2015 durch Präsidialerlass zum National Monument aufgewertet wurde. Im Einzelnen:
| [ 48 ] | Name                                                                                    | Bild | Eintragsdatum | Lage (Insel, Ort)                                                                                            | County          | Beschreibung |
| ------ | --------------------------------------------------------------------------------------- | ---- | ------------- | --- | --------------- | --- |
| 1      | Honouliuli National Monument (Honouliuli Internment Camp)                               |      | 24. Feb. 2015 | Oʻahu 21° 21′ 53,4″ N, 157° 56′ 59,9″ W                                                                      | Honolulu County | Internierungslager für Amerikaner japanischer Abstammung und Kriegsgefangenenlager 1943–1946; 2012 im NRHP gelistet, 2015 durch Präsidialerlass zum National Monument erklärt. |
| 2      | Puʻuhonua o Hōnaunau National Historical Park (City of Refuge National Historical Park) |      | 26. Juli 1955 | Hawaii, Honaunau, Highway 160 21° 21′ 53,4″ N, 157° 56′ 59,9″ W                                              | Hawaii County   | Bis ins frühe 19. Jahrhundert traditioneller Asyl-Platz der Hawaiier, die nach Verstoß gegen ein „kapu“, eines der geheiligten Gesetze der alten hawaiischen Gesellschaft, mit der Todesstrafe rechnen mussten; archäologische Stätte. |
| 3      | World War II Valor in the Pacific National Monument                                     |      | 5. Dez. 2008  | Oʻahu, Pearl Harbor 21° 21′ 53,4″ N, 157° 56′ 59,9″ W sowie Orte in den Bundesstaaten Alaska und Kalifornien | Honolulu County | Staatenübergreifende Zusammenfassung von mehreren historischen Stätten; die Einrichtung wurde durch Präsidialerlass 2008 begründet. Der Erlass ersetzte die einzelnen Auszeichnungen bereits zuvor bestehender Erinnerungsorte zum Pazifikkrieg im Zweiten Weltkrieg. Das bekannteste Mahnmal der Gruppe, das USS Arizona Memorial, das das Wrack des Schlachtschiffs Arizona überwölbt, war ursprünglich 1962 eigenständig als National Memorial ausgezeichnet worden und war erweitert am 9. September 1980 in die Verwaltung des National Park Service übergegangen. Nicht einbezogen sind die beiden Wracks der Schlachtschiffe Arizona und Utah in Pearl Harbor, deren Schutzstatus als National Historic Landmarks erhalten blieb. |